# Roman Völpel

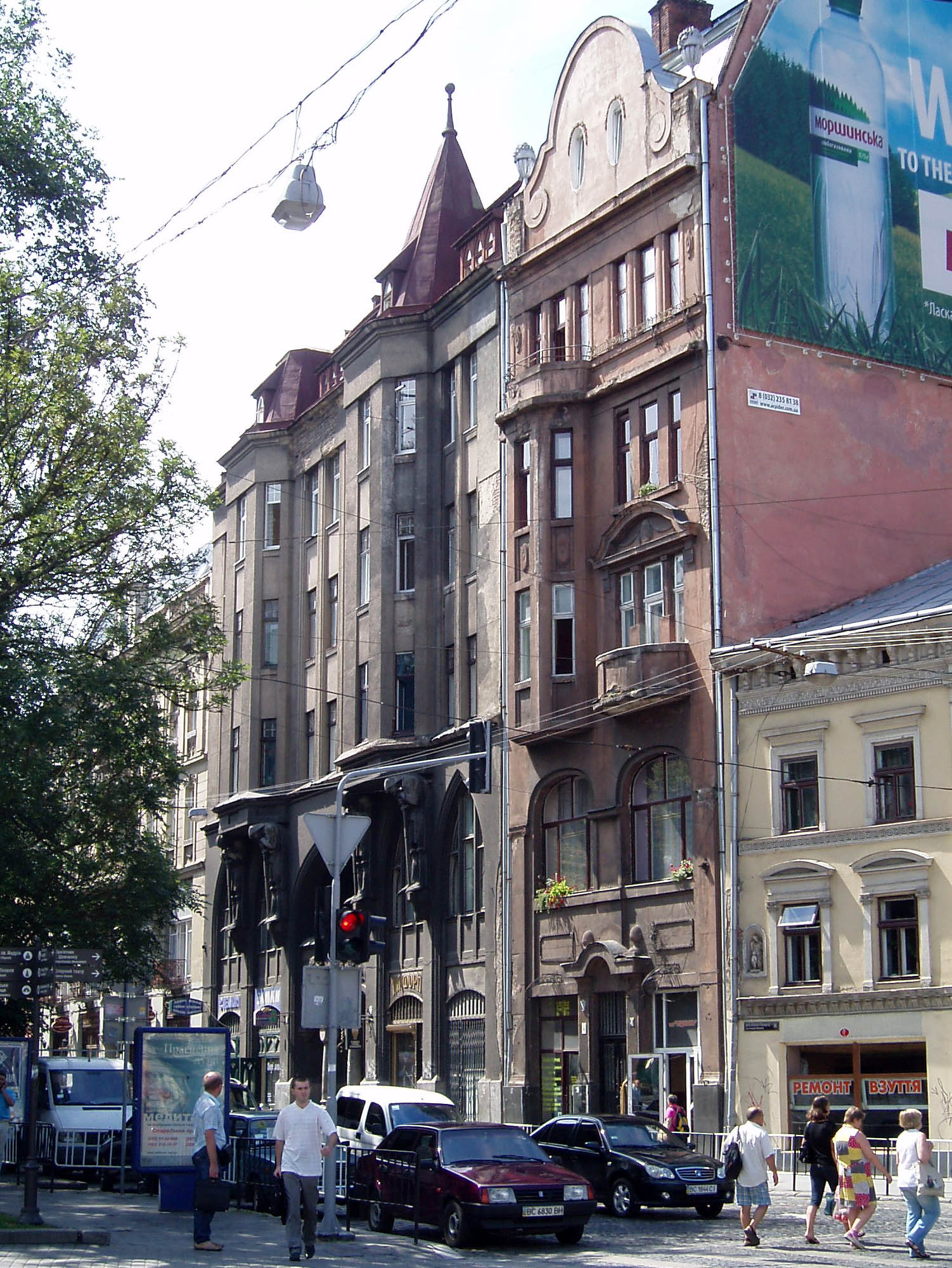
Gmach Banku Ziemskiego przy ulicy Księcia Romana 4/6 (Stefana Batorego)

Roman Völpel (ur. 1880, zm. w czerwcu 1940 we Lwowie) – polski architekt związany twórczością ze Lwowem.

## Życiorys
Urodził się w pochodzącej z Niemiec rodzinie ewangelickiej. Student Wydziału Architektonicznego Politechniki Lwowskiej. Absolwent Wydziału Architektury Politechniki w Wiedniu. Od 1910 tworzył we Lwowie, w 1916 został członkiem Polskiego Towarzystwa Politechnicznego we Lwowie, wykładał w Szkole Przemysłowej. 4 czerwca 1920 wspólnie z Karolem Machalskim i Zbigniewem Wlassicsem założył przedsiębiorstwo budowlane "Zespół inżynierów Machalski, Völpel, Wlassics". Był pasjonatem czasów napoleońskich i malował motywy związane z tą tematyką, ponadto hodował konie, posiadał własną stajnię na Persenkówce. Początkowo mieszkał przy ulicy Teatyńskiej (Maksyma Krzywonosa), a następnie przy ulicy Józefa Supińskiego 5 (Kociubyńskiego).

## Dorobek
- Gmach Banku Ziemskiego przy ulicy Księcia Romana 4/6 (Stefana Batorego) /1912-1914/ rzeźby na elewacji wykonał Adolf Piller;
- Grobowiec rodziny Scheks na Cmentarzu Łyczakowskim /1925/, wykonany przez firmę Ludwika Tyrowicza;
- Relief na grobie rodziny Gyurkovichów na Cmentarzu Łyczakowskim, współautor Julian Mikołajski;
- Kamienice przy ulicy Wołodymira Samijlenka 14-20 (Oficerska) /1926/;
- Kościół pw. św. Józefa w Manasterzu, współautor Czesław Thullie /1938/.